# Чурилов, Михаил Петрович
Михаил Петрович Чурилов (1854—1878) — русский статистик.

## Биография
Михаил Чурилов родился в 1854 году. Воспитывался в Курской мужской гимназии, но курса там не окончил. Сдав экзамен на аттестат зрелости при одной из харьковских гимназий, Чурилов в 1871 году поступил в Императорский Харьковский университет на физико-математический факультет. 
По семейным обстоятельствам он вскоре должен был перейти в Императорский Санкт-Петербургский университет. Занятия естественными науками мало привлекали Чурилова и, оставив их, он уехал в Париж, где занялся изучением статистики. Первые статьи его печатались в одном специальном парижском журнале; особенное внимание на себя обратила его статья «О причинах вырождения рода человеческого», вышедшая впоследствии отдельной брошюрой на французском языке. 
Вернувшись в Россию, М. П. Чурилов сотрудничал в «Слове», где поместил статью «Об историческом значении военного подбора». Статья эта обратила внимание Чарльза Дарвина и он прислал автору письмо с поддержкой.
Михаил Петрович Чурилов умер 1 июля 1878 года в городе Санкт-Петербурге.